# Исламская республика
Термин «Исла́мская респу́блика» использовался по-разному. Некоторые мусульманские религиозные лидеры использовали его для обозначения формы исламского теократического государства, обеспечивающего соблюдение шариата или законов, совместимых с шариатом, и не являющегося монархией. Этот термин также использовался для обозначения суверенного государства, занимающего компромиссную позицию между чисто исламским халифатом и светской республикой — ни исламской монархией, ни светской республикой. В других случаях он используется просто как символ культурной самобытности.
Есть также ряд государств, где ислам является государственной религией и которые (по крайней мере частично) управляются исламскими законами, но в своих официальных названиях имеют только слово «республика», а не «исламская республика» — примеры включают Ирак, Йемен и Мальдивы. Другие сторонники строгих законов шариата (например, Талибан) предпочитают название «Исламский эмират», поскольку эмираты были обычным явлением на протяжении всей исламской истории, а слово «республика» имеет западное происхождение — происходит от римского (от лат. res publica — «общественное дело»), указывающее, что «верховная власть принадлежит народу и его избранным представителям» без упоминания о подчинении Аллаху или законам шариата.
По состоянию на 2025 год термин «исламская республика» используется в официальном названии трёх государств — Ирана, Пакистана и Мавритании. Пакистан принял название «исламская республика» в соответствии с конституцией 1956 года, Мавритания приняла это название 28 ноября 1958 года, Иран после исламской революции 1979 года, свергнувшей династию Пехлеви и отменивший монархию. Несмотря на схожие названия, все три страны сильно различаются по политической системе и законам. Иран и Мавритания являются религиозными теократическими государствами. Пакистан принял это название в 1956 году, ещё до того, как ислам был объявлен государственной религией, это произошло при принятии конституции 1973 года.
Иран официально использует полное название во всех названиях государственных служб и организаций (например, Армия Исламской Республики Иран или Голос Исламской республики Иран); в отличие от Пакистана (Вооружённые силы Пакистана и Пакистанская телевизионная корпорация). Также, в отличие от других стран, Иран использует аббревиатуру IRI (Исламская Республика Иран) как часть официальных сокращений.

## Современные исламские республики

### Исламская Республика Иран
Исламская Республика Иран была провозглашена после свержения династии Пехлеви и ликвидации монархии в Иране в 1979 году в результате исламской революции под руководством аятоллы Рухоллы Хомейни. Слово «исламский» в названии страны не было символом культурной самобытности, а указывало на конкретную политическую систему, основанную на правлении исламских богословов-законоведов, обеспечивающих соблюдение исламских законов. Государственная идеология Исламской Республики Иран основана на книге «Исламское правительство» лидера революции аятоллы Рухоллы Хомейни, написанной им ещё до прихода к власти, и известной последователям Хомейни, но не широкой публике. В ней утверждалось, что ислам требует традиционных исламских законов (шариата), а не выборов и законодателей, а для надлежащего соблюдения шариата требуется ведущий исламский юрист (факих) (такой как сам Хомейни, который служил первым факихом-«хранителем» или Высшим руководителем Ирана) для обеспечения политической «опеки» (вилаята) над народом и нацией (вилаят аль-факих). Весь мусульманский мир должен объединиться в таком государстве. С его помощью весь немусульманский мир, очевидно, «капитулирует» перед мужеством и энергией исламского мира; без него ислам стал бы жертвой ереси, «устаревания и разложения».
В марте 1979 года, через два месяца после победы Исламской революции, состоялся референдум о преобразования Ирана из монархии в исламскую республику. Хотя некоторые политические группы предлагали различные названия нового государства, такие как Республика (без указания ислама) или Демократическая Республика; Хомейни призвал иранцев проголосовать за Исламскую Республику, «ни словом больше и ни словом меньше». Когда иранский журналист спросил Хомейни, что именно означает «исламская республика», имам заявил, что термин «республика» имеет тот же смысл, что и другие значения, а «исламская» обозначает как исламскую идеологию, так и выбор людей. На следующий день после завершения голосования было объявлено, что более 98 % иранцев, имевших право голоса, одобрили провозглашение Ирана исламской республикой.
В отличие от первоначального видения Хомейни, Исламская Республика является «республикой» с выборами (Хомейни первоначально описал своё «исламское правление» как «не… основанное на одобрении законов в соответствии с мнением большинства»); у него есть многие атрибуты современного государства — президент, кабинет министров и законодательный орган (Хомейни не упомянул ни одного из них, за исключением законодательного органа, которого у его республики не будет, потому что «никто не имеет права издавать законы… за исключением… Божественного Законодателя»). Некоторые, однако, утверждают, что законодательный орган (и президент и прочее) находятся в подчинённом положении в соответствии с идеей Хомейни о том, что правление является опекой факихов.
Согласно конституции:
Исламская Республика — это система правления, основанная на вере в:

1. Единого бога (Ла иллахи илла-ллах), в то, что Он устанавливает законы шариата и что человек должен покоряться его воле;

2. Божественные откровения и их основополагающую роль в толковании законов;

3. Страшный суд и его конструктивную роль в человеческом совершенствовании на пути к Богу;

4. Божественную справедливость в Создании и установлении законов шариата;

5. Преемственность имамов (имамат) и их опека над обществом и основополагающая роль этого принципа в продолжении исламской революции;

6. Благородство и высшую ценность человека и свободы и его ответственности перед Богом, что обеспечивает равенство, справедливость и политическую, экономическую, социальную и культурную независимость, а также национальное единство и солидарность путем:

а) непрерывного исполнения законов шариата, отвечающими всем требованиям факихов на основе Писания и сунны 14 непорочных. (Пророк Мухаммад, его дочь Фатима и 12 имамов);

б) использования передового человеческого знания и опыта и усилия, направленные на их развитие;

в) отрицания угнетения других и со стороны других, а также гегемонии в отношении себя и других.

### Исламская Республика Мавритания
Исламская Республика Мавритания — страна Магриба на западе Северной Африки. 28 ноября 1960 года, получив независимость от Франции, страна была объявлена независимым государством как Исламская Республика Мавритания. Конституция Мавритании провозглашает «преданность [мавританского народа] Исламу» и указывает Ислам как единственный источник права. Согласно статье 94-й в стране действует консультативный Высший исламский совет, члены которого назначаются президентом и по его просьбе «формулируют мнения, касающиеся вопросов, с которыми к нему обратился Президент Республики». Правовая система Мавритании представляет собой «смесь французского гражданского права и законов шариата», а Уголовный кодекс карает преступления против религии и «доброй морали» «суровыми приговорами». "Ересь или отступничество (в том числе в печатном виде) «наказываются смертью».

### Пакистан
Исламская Республика Пакистан была создана как «страна чистых людей», отдельное государство мусульман Британской Индии, после того как эта британская колония обрела независимость. Пакистан стал первой в мире страной, которая приняла прилагательное «исламский», чтобы изменить свой республиканский статус в соответствии со своей светской конституцией 1956 года. Несмотря на это определение, ислам получил статус государственной религии только в 1973 году, когда была принята новая конституция, более демократичная и менее светская. Пакистан использует прилагательное «исламский» только в паспортах, визах и монетах. Хотя Исламская Республика упоминается в конституции 1973 года, все правительственные документы издаются от имени правительства Пакистана. Конституция Пакистана начинается со слов: «Поскольку верховная власть во Вселенной принадлежит только Всемогущему Аллаху, а власть, осуществляемая народом Пакистана в пределах, установленных Им, является его священным долгом», а статья 227 части IX гласит: «(1) Все существующие законы должны быть приведены в соответствие с изложенными в Святом Коране и Сунна предписаниями ислама, в данной части именуемыми „предписания ислама“, таким образом, чтобы не мог быть введен в силу ни один законодательный акт, противоречащий данным положениям».

## Бывшие исламские республики

### Восточный Туркестан
12 ноября 1933 года в Восточном Туркестане (ныне Синьцзян, КНР) в период Гражданской войны в Китае, на территориях, населённых тюрками (уйгурами и киргизами) Сабит Дамулла Абдулбаки и Мухаммад Амин Бугра провозгласили независимую Тюркскую Исламскую Республику Восточный Туркестан. Однако мусульманская 36-я дивизия Национально-революционной армии разгромила их армию во время битв при Кашгаре, Янги-Хиссаре и Яркенде, тем самым разрушив республику. Китайские мусульманские генералы Ма Фуюань и Ма Чжанцан объявили об уничтожении повстанческих сил и возвращении территории под контроль Китайской Республики в 1934 году, после чего последовали казни тюркских мусульманских эмиров Абдуллы Бугра и Нура Ахмада Джана Бугра. Затем китайский мусульманский генерал Ма Чжунъин вошёл в мечеть Ид Ках в Кашгаре и прочитал тюркским мусульманам лекцию о лояльности Национальному правительству.

### Коморские острова
Коморские Острова с 1978 по 2001 год были Федеративной Исламской Республикой Коморские Острова.

### Афганистан
В 1992 году Афганистан после падения режима Наджибуллы было провозглашёно победившими в гражданской войне моджахедами Исламское Государство. В 1996 году движение «Талибан», победив в новой гражданской войне теперь уже моджахедов, объявило о создании Исламского эмирата. В 2004 году Северный альянс, нанеся поражение талибам при поддержке США и их союзников, провозгласил Исламскую Республику.
Конституция, принятая в 2004 году, была очень похожа на Конституцию 1964 года, принятой, когда Афганистан был конституционной исламской монархией. Исламская приставка к слову «Республика» считалась символической, поскольку это название поддержали делегаты, поддерживающие моджахедов, во время собрания по формированию конституции.
В августе 2021 года после вывода американских войск и успешного наступления талибов, Исламская Республика пала, а Исламский Эмират был восстановлен. Несмотря на успех «Талибана» Исламская Республика по прежнему признаётся Организацией Объединённых Наций и многими странами законным правительством Афганистана.

### Гамбия
В декабре 2015 года тогдашний президент Гамбии Яхья Джамме провозгласил страну исламской республикой. Джамме заявил, что этот шаг был направлен на то, чтобы дистанцировать западноафриканское государство от его колониального прошлого, что дресс-код вводить не будет и гражданам других вероисповеданий будет разрешено свободно исповедовать их религиозные обряды. Однако уже в января 2016 года он приказал всем женщинам-государственным служащим носить хиджабы, вскоре отменив это решение. Провозглашение исламской республики подверглось критике как неконституционное как минимум со стороны одной оппозиционной группы. После смещения Джамме в 2017 году его преемник Адама Бэрроу заявил, что Гамбия больше не будет исламской республикой.